# Danny Jones (musicus)
Daniel Alan David (Danny) Jones (Bolton (Greater Manchester), 12 maart 1986) is een Engelse musicus. Hij is een van de leadzangers en gitaristen van de Britse poprockband McFly, samen met Dougie Poynter, Harry Judd en Tom Fletcher.

## McFly
Danny Jones is een van de oprichters van McFly, samen met Tom Fletcher. Na het oprichten van McFly gingen Jones en Fletcher aan de slag met het schrijven van liedjes. Nadat zij een contract hadden gekregen met een platenmaatschappij, hielden ze audities waaruit drummer Harry Judd en bassist Dougie Poynter naar voren kwamen.
De eerste single van McFly, "5 colours in her hair", bereikte meteen een nummer 1-positie. Ook ging het eerste album van de band, Room on the third floor, naar nummer 1. Daarmee heeft McFly een record verbroken, dat op naam stond van The Beatles.
Het tweede album van de band, Wonderland, werd eveneens een nummer 1-album en het leverde ook verschillende nummer 1-singles op. De band speelde mee in de Amerikaanse film Just My Luck, waarin ook Lindsay Lohan en Chris Pine te zien waren.
Jones heeft veel liedjes meegeschreven. Ook heeft hij enkele nummers voor McFly zelf geschreven: "Not alone", "Don't know why" en "Walk in the sun".

## The Voice
Van 2017 tot 2023 was hij coach en mentor in het BBC 1 programma The Voice Kids UK en in 2024 in The Voice UK.